# Tunnel of Love (песня Брюса Спрингстина)
«Tunnel of Love» — композиция Брюса Спрингстина выпущенная в качестве второго сингла с одноимённого альбома музыканта. Композиция достигла 9-го места в американском чарте Billboard Hot 100, а также заняла верхнюю строчку в Mainstream Rock Tracks (как и ведущий сингл пластинки — «Brilliant Disguise»), помимо этого отметившись в Top-20 хит-парада Канады. Снятый для песни видеоклип получил пять номинаций на церемонии MTV Video Music Awards, включая «Видео года» и «Лучшее мужское видео». Впоследствии композиция была выпущена на сборнике The Essential Bruce Springsteen 2003 года.

## История создания
Как и бо́льшая часть альбома Tunnel of Love, песня «Tunnel of Love» была записана в домашней студии Спрингстина, Thrill Hill East, в период с января по май 1987 года с несколькими участниками E Street Band. В этой песне Спрингстин сыграл на нескольких инструментах, помимо него в записи участвовали: Рой Биттан (синтезатор), Нильс Лофгрен (соло-гитара) и Макс Вайнберг (ударные). Будущая жена Спрингстина, Патти Скалфэ, исполнила в этой песне бэк-вокал. Среди звуковых эффектов, добавленных в песню, можно услышать звуки семьи, катающейся на американских горках в Пойнт-Плезант (Нью-Джерси).
Во время создания песни Спрингстин использовал образ одноимённого ярмарочного аттракциона в качестве метафоры брака. Отношения, описанные в песне, имеют три составляющие — главный герой (Спрингстин), его жена и все то, чего они боятся. Главный герой считает, что брак должен быть простым («мужчина встречает женщину, и они влюбляются»), но признает, что, впоследствии, поездка может стать трудной и непредсказуемой. Персонажи песни смеются, когда видят отражения друг друга в кривых зеркалах «Комнаты смеха», однако, остаётся неясным смеются ли они ради забавы или это едкие насмешки. В тексте отмечается, что двум людям слишком просто потерять друг друга на «беспечных виражах» брака.
Музыкальная составляющая «Tunnel of Love» напрямую отражает тематику текста композиции. Мелодия песни имеет сложную музыкальную структуру и в ней играет половина участников E Street Band. Громкое звучание гитары Нильса Лофгрена является метафорой спорящей пары, в свою очередь ударные и синтезатор добавляют в трек атмосферу карнавала. Вокальный бридж в середине песни (3:40) заимствует мелодию из бриджа песни «New Horizons» группы The Moody Blues (альбом Seventh Sojourn 1972 года).
Несмотря на то что «Tunnel of Love» не попала в список «3000 величайших песен всех времён», составленный музыкальными критиками по заказу сайта Acclaimedmusic.net, композиция фигурирует в дополнительном списке лучших песен 1980-х не попавших в основной список. В 1992 году писатель Джимми Гутерман включил эту композицию в свой рейтинг «20 лучших рок-н-ролльных синглов всех времен», также она фигурирует в списке «7500 самых важных песен с 1944 по 2000 годы» публициста Брюса Поллока. Кроме того, «Tunnel of Love» заняла 10-е место в списке лучших синглов 1987 года газеты The Village Voice (опрос Pazz & Jop) и стала лидером в аналогичном опросе журнала Rolling Stone.

## Музыкальное видео
Как и ряд других клипов из альбома Tunnel of Love («Brilliant Disguise», «One Step Up» и «Tougher Than the Rest»), музыкальное видео на песню «Tunnel of Love» было снято режиссёром Меьертом Ависом. В клипе фигурирует ярмарка и аттракционы, описанные в песне. Впоследствии видео было выпущено на видео-сборнике Video Anthology / 1978–88.

## Концертные исполнения
Несмотря на личный характер песни, она иногда исполнялась Спрингстином на концертах. После турне Tunnel of Love Express Tour, организованного в поддержку Tunnel of Love, и до июля 2005 года, песня была сыграна музыкантов 71 раз. В 2007—2008 годах, период Magic Tour, композиция вновь начала исполняться Спрингстином вживую, как правило, во время выступлений музыканту аккомпанировали Патти Скалфэ и Нильс Лофгрен.

## Чарты
В ноябре и декабре 1987 года песня 4 недели возглавляла американский хит-парад Mainstream Rock Tracks
| «Tunnel of Love»                       | 1987 | 9 | 1 | 41 | 17 | — | 22 | 39 | 48 | — | — | 45 |
| «—» прочерк означает неучастие в чарте |      |   |   |    |    |   |    |    |    |   |   |    |